# John Newman (científico)
John Scott Newman (nacido el 17 de noviembre de 1938) es un profesor retirado de la Universidad de California (University of California) y reconocido investigador de baterías e Ingeniería electroquímica. Entre los intereses del grupo de trabajo del profesor Newman se incluyen la investigación de métodos eficientes y económicos para la conversión y almacenamiento de energía electroquímica, desarrollo de modelos matemáticos para predecir el comportamiento de los sistemas electroquímicos e identificar parámetros importantes de proceso y verificación experimental de la integridad y precisión de los modelos. Newman también trabajó para el Grupo de Tecnologías Electroquímicas en el Laboratorio Nacional Lawrence Berkeley (Lawrence Berkeley National Laboratory) donde fue Científico Principal de la Facultad. Se desempeñó como director del Programa de Tecnologías Avanzadas de Transporte de Baterías del Departamento de Energía. Fue elegido miembro de la Academia Nacional de Ingeniería en 1999 y fue profesor de Onsager en la Universidad Noruega de Ciencia y Tecnología (Norwegian University of Science and Technology) en 2002. Venkat Srinivasan ha llamado a Newman "el padre de la ingeniería electroquímica".
Una "técnica numérica ... desarrollada para resolver ecuaciones de difusión de reacción electroquímicas acopladas"  por Newman ahora se conoce como el Método Newman (The Newman Method).
El profesor Newman es autor de más de 339 publicaciones científicas, con más de 20289 citas, y un índice-h de 68. Él es el autor de "Electrochemical Systems" con Karen E. Thomas-Alyea, que es "utilizada en todo el mundo como texto monográfico y de posgrado en ingeniería electroquímica".
En 2010 recibió el Premio Edward Goodrich Acheson (Edward Goodrich Acheson Award) de la Sociedad Electroquímica (Electrochemical Society), su décimo premio de la sociedad.